# Río Sico, Tinto o Negro
El Río Sico, Tinto o Negro es un río en Honduras. Está ubicado a 300 km al norte de la capital, Tegucigalpa. El río nace cerca de la Sierra de Agalta y desemboca en el Mar Caribe.

## Historia
En el 17 de agosto de 1502, durante el cuarto viaje de Colón, el adelantado dio orden de atracar en las orillas de la boca del río para oír misa y tomar posesión del territorio; le dio el nombre de Río de La Posesión. De aquí pasó al cabo Gracias a Dios.